# Figura serpentinata

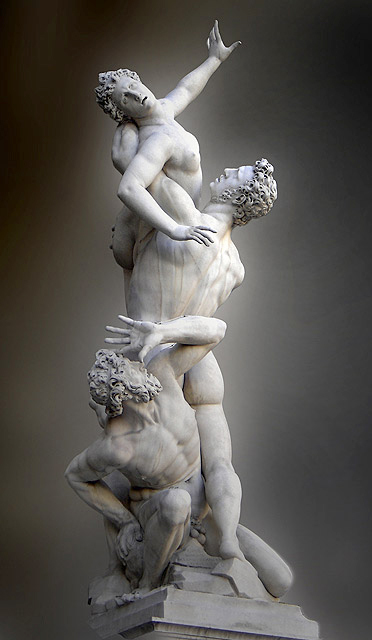
Giambologna: O rapto da Sabina, 1582. Um bom exemplo do princípio da figura serpentinata aplicado a três figuras

Figura serpentinata é uma expressão italiana que significa "figura em forma de serpente", usada para designar uma forma ou estilo representativo da figura humana nas artes visuais. A crer em Giovanni Lomazzo, foi cunhada por Michelangelo.
Deriva do contrapposto clássico, onde o corpo humano se equilibra sobre uma das pernas, enquanto a outra permanece fletida em repouso. Como consequência, o corpo se inclina em uma suave torsão, emprestando-lhe um certo dinamismo, ao mesmo tempo em que preserva a naturalidade e a estabilidade da postura. Durante o Renascimento o contrapposto foi retomado pelos artistas e imbuído de significados morais, associando sua estabilidade e fidelidade à natureza a um caráter reto e confiável. Michelangelo, conforme relato de Vasari, ao descrever uma estátua de Donatello representando São Marcos, e realizada no estilo do contrapposto, disse que "se São Marcos era como Donatello o mostrou, então eu acreditaria em cada palavra sua".
Por volta de 1540, possivelmente por influência da descoberta do Grupo de Laocoonte, cujas formas contorcidas exerceram profundo impacto nos artistas do período, o contrapposto havia evoluído para o que hoje se conhece como figura serpentinata, cujo dinamismo é acentuado num movimento muito mais violento e dramático, baseado no desenho de uma espiral, similar, como disse Lomazzo, à forma de uma labareda. Assim ele a descreveu, ao analisar uma pintura de Pontormo: 
"Uma letra S ou uma chama ondulada. A figura também se parece a uma pirâmide que tem sua base voltada para cima e o vértice para baixo, de modo que.... vai mostrar uma expansão na parte superior, seja mostrando ambos os ombros, seja pela extensão dos braços, seja mostrando uma perna e ocultando a outra, como o sábio pintor julgar melhor".

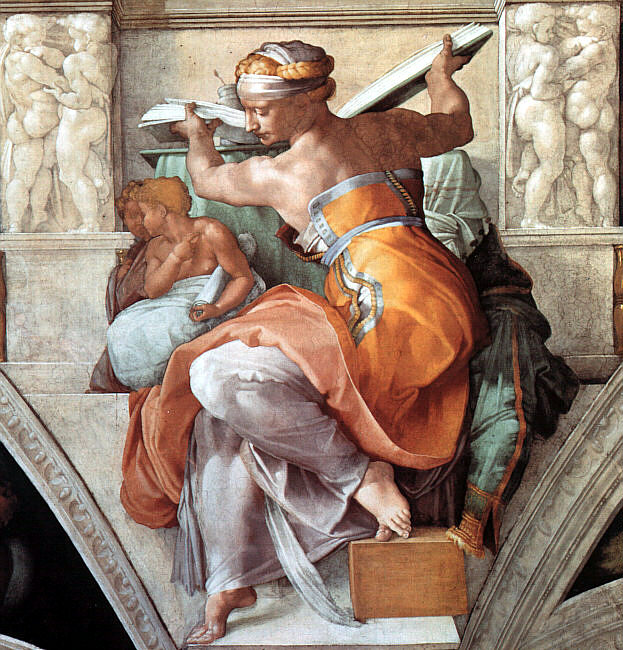
A Sibila Líbia, de Michelangelo, Capela Sistina

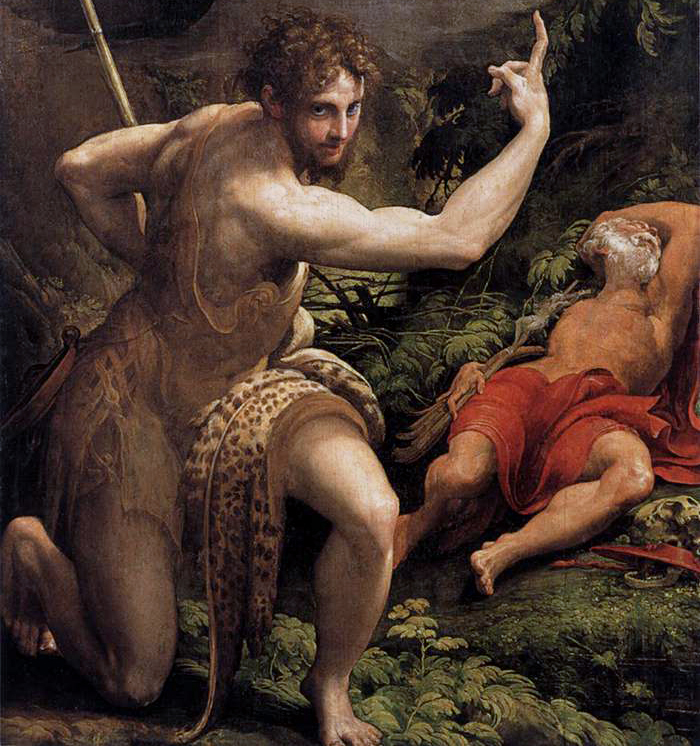
Detalhe de João Batista em obra de Parmigianino

Enquanto que no contrapposto o principal movimento ocorre no plano frontal, na figura serpentinata ele se desenvolve tridimensionalmente em torno de um eixo central, sendo um recurso compositivo que exacerba o movimento com um deslocamento mínimo no espaço. Muitas vezes ele é tão acentuado que partes dianteiras do corpo aparecem no mesmo plano que partes traseiras.
Houve alguns exemplos precursores renascentistas, notadamente em Leda e o Cisne de Da Vinci, numa Santa Cecília de Rafael e em várias imagens de Michelangelo, mas a figura serpentinata encontrou seu  primeiro exemplo perfeitamente acabado em O rapto da Sabina, de Giambologna, e se tornou um elemento típico do Maneirismo, passando, por sua complexidade formal, a ser um pretexto para a demonstração de virtuosismo técnico e refinamento estético. Porém, não deixou de se associar a conceitos mais abstratos, inserindo-se nos debates teóricos sobre a natureza do artifício e do decorum. Também participou como argumento na polêmica do paragone, uma disputa sobre a superioridade da pintura ou da escultura em suas capacidades de representação do tridimensional. Neste sentido, ela contribuiu para uma renovação nas formas de apreciação da escultura, abandonando definitivamente tradições sobre frontalidade e favorecendo sua contemplação de todos os pontos de vista, convidando o espectador a se deslocar em seu redor e não mais permanecer estático diante de uma obra de arte.
Ela evocava também uma imagem do infinito, da transcendência, e do perpétuo movimento do intelecto e do desejo. Lomazzo acrescentou que a figura inspirava emoções intensas, possibilitava a representação da mais refinada graça e encanto, já que seus gestos extravagantes ultrapassavam os limites naturais do movimento humano, e se relacionava ao entendimento do que deveria acontecer no futuro da cena representada, enfatizando na obra os aspectos do devir e da potencial transformação. Hogarth, que era fascinado pela forma, a chamou "linha da graça" e disse que ela era uma fonte de beleza e criava interesse pela variedade, por sua complexidade mutável e assimétrica, gratificando a curiosidade do olho e da mente e instigando a pesquisa. Hogarth também estendeu sua aplicação para os prazeres mentais e verbais encontrados na leitura. O historiador David Summers, interpretando o significado retórico da figura, disse que "o corpo que se torce sobre si mesmo cria uma ilusão de se mover de um extremo a outro, resultando em uma espécie de harmonia de opostos, uma concordia discors".
Desde o Maneirismo a figura serpentinata retornou ao campo representativo inúmeras vezes, sendo um componente importante do estilo Barroco, atravessando o século XIX e permanecendo em uso até na atualidade. Como exemplo, Ross King acredita que ela tem paralelos nos arabescos da Art Nouveau e na sinuosidade do estilo de Van Gogh e Gauguin, Emily Apter a identificou nos loops gráficos de Moebius, e Leo Steinberg detectou sua influência nas figuras cubistas de Picasso e na arte da fotografia erótica, onde é usada a fim de expor o corpo mais plenamente e excitar o olhar.